# Ähnlichkeit (Geometrie)

Ähnliche Figuren

In der Geometrie sind zwei Figuren genau dann zueinander ähnlich, wenn sie durch eine Ähnlichkeitsabbildung (auch diese Abbildung wird häufig als Ähnlichkeit bezeichnet) ineinander überführt werden können. Das heißt, es gibt eine geometrische Abbildung, die sich aus zentrischen Streckungen und Kongruenzabbildungen  (also Verschiebungen, Drehungen, Spiegelungen) zusammensetzen lässt und die eine Figur auf die andere abbildet. Ähnlichkeit erweitert somit die Kongruenz (Deckungsgleichheit) von Figuren um die Möglichkeit der Streckung.
In der Tabelle sind die ersten drei Kongruenz-Abbildungen. Man beachte, dass eine Spiegelung Orientierungen umkehrt. Nur zentrische Streckungen ändern Längen.
|  |  |  |  |

## Eigenschaften

Alle gleichfarbigen Figuren in dieser Abbildung sind zueinander ähnlich. Beachte: Zwei der Dreiecke haben keine Ähnlichkeit zu den anderen Figuren.

Winkel und Streckenverhältnisse stimmen in ähnlichen Figuren überein; somit sind alle Kreise sowie jeweils alle regelmäßigen Vielecke gleicher Eckenzahl, wie gleichseitige Dreiecke oder Quadrate, zueinander ähnlich.
Es gilt, dass kongruente Figuren stets ähnlich sind. Das Umgekehrte ist hingegen falsch: Ähnliche Figuren sind nicht notwendigerweise kongruent, da sie verschieden groß sein können.
Als mathematisches Zeichen für geometrische Ähnlichkeit wird {\displaystyle \sim } (die Tilde) verwendet, z.B: {\displaystyle \!\ \Delta ABC\sim \Delta A'B'C'} bedeutet, dass die Dreiecke {\displaystyle \Delta ABC} und {\displaystyle \Delta A'B'C'} ähnlich sind. Für Kongruenz wird stattdessen {\displaystyle \simeq } oder {\displaystyle \cong } (eine „Mischung“ mit dem Gleichheitszeichen) verwendet.

### Ähnlichkeit bei Dreiecken
Dreiecke spielen hier eine zentrale Rolle, da sich sehr viele Figuren auf solche zurückführen lassen. Es gilt:
Zwei Dreiecke sind zueinander ähnlich, wenn
- sie in zwei (und somit in allen drei) Winkeln übereinstimmen; oder
- sie in allen Verhältnissen entsprechender Seiten übereinstimmen; oder
- sie in einem Winkel und im Verhältnis der anliegenden Seiten übereinstimmen; oder
- sie im Verhältnis zweier Seiten und im Gegenwinkel der größeren Seite übereinstimmen.

Diese Sätze werden Ähnlichkeitssätze genannt.

Ähnlichkeit bei den Strahlensätzen

### Strahlensätze
Die Strahlensätze machen über die Verhältnisse der Dreiecksseiten bestimmter ähnlicher Dreiecke wichtige Aussagen.

### Ähnliche Kegelschnitte
- Zwei nicht ausgeartete Kegelschnitte (Ellipse, Hyperbel, Parabel) sind ähnlich, wenn sie dieselbe Exzentrizität besitzen.

Die Ähnlichkeit aller  Parabeln (ihre Exzentrizität ist 1) wird in dem Artikel Parabeln gezeigt.
Eine Ellipse/Hyperbel mit Halbachsen {\displaystyle a,b} besitzt die Exzentrizität {\displaystyle \varepsilon ={\frac {\sqrt {a^{2}\mp b^{2}}}{a}}\ .} Eine Streckung um den Faktor {\displaystyle c} am Mittelpunkt ändert die Exzentrizität nicht.

### Selbstähnlichkeit logarithmischer Spiralen

Beispiele für und

Die logarithmische Spirale {\displaystyle \;r=ae^{k\varphi }} kann man einerseits als Bild der Spirale {\displaystyle \;r=e^{k\varphi }\;} unter der Streckung am Nullpunkt mit dem Faktor {\displaystyle a\neq 0}, aber auch als Bild von {\displaystyle \;r=e^{k\varphi }} unter der Rotation um den Winkel {\displaystyle \varphi _{0}=-{\tfrac {\ln a}{k}}} auffassen. 
Eine Kurve, deren Bilder unter zentrischen Streckungen zu ihr selbst kongruent sind, nennt man selbstähnlich. Also:
- Die Spirale {\displaystyle \;r=e^{k\varphi }\;} ist selbstähnlich.

Im Bild: Die Spiralen für {\displaystyle a=2,3,4,5} können auch durch Drehung der roten Spirale um {\displaystyle -109^{\circ },-173^{\circ },-218^{\circ },-253^{\circ }} erhalten werden.

## Zusammengesetzte ähnliche Figuren (Reptiles)

### Definitionen
Ähnliche Figuren, die sich lückenlos zu einer größeren Figur, die zu den kleineren Figuren ähnlich ist, zusammensetzen lassen, werden im Englischen als Reptiles (Abkürzung für replicating tiles) bezeichnet.
Ist {\displaystyle n} die Anzahl der ähnlichen Teilfiguren, so wird die zusammengesetzte Figur rep-{\displaystyle n}-Figur genannt.

### Beispiele
Im Folgenden sei {\displaystyle k\in \mathbb {N} }.
- Jedes Dreieck ist eine rep-{\displaystyle k^{2}}-Figur (Figuren 1 und 2).
- Jedes gleichschenklig-rechtwinklige Dreieck ist zusätzlich eine rep-{\displaystyle 2^{k}}-Figur (Figur 3).
- Jedes Dreieck mit den Innenwinkeln 30°, 60° und 90° ist zusätzlich eine rep-{\displaystyle 3^{k}}-Figur (Figur 4).
- Jedes rechtwinklige Dreieck, bei dem eine Kathete die doppelte Länge der anderen hat, ist zusätzlich eine rep-{\displaystyle 5^{k}}-Figur (Figur 5).
- Unter den gleichschenkligen Trapezen gibt es rep-{\displaystyle 4^{k}}-Figuren und rep-{\displaystyle 9^{k}}-Figuren (Figuren 6 und 7).
- Es gibt besondere konkave Fünfecke, die an die Form der Sphinx erinnern und deshalb in der englischsprachigen Wikipedia unter Sphinx tiling zu finden sind. Unter diesen Fünfecken gibt es ebenfalls rep-{\displaystyle 4^{k}}-Figuren und rep-{\displaystyle 9^{k}}-Figuren (Figuren 8 und 9).
- Unter den verschiedenen Arten von Polyominos gibt es rep-{\displaystyle 4^{k}}-Figuren und rep-{\displaystyle 16^{k}}-Figuren (Figuren 10, 11 und 12).[1][2]

Figur 1
Figur 2
Figur 3
Figur 4
Figur 5
Figur 6
Figur 7
Figur 8
Figur 9
Figur 10
Figur 11
Figur 12

## Ähnlichkeit in der fraktalen Geometrie

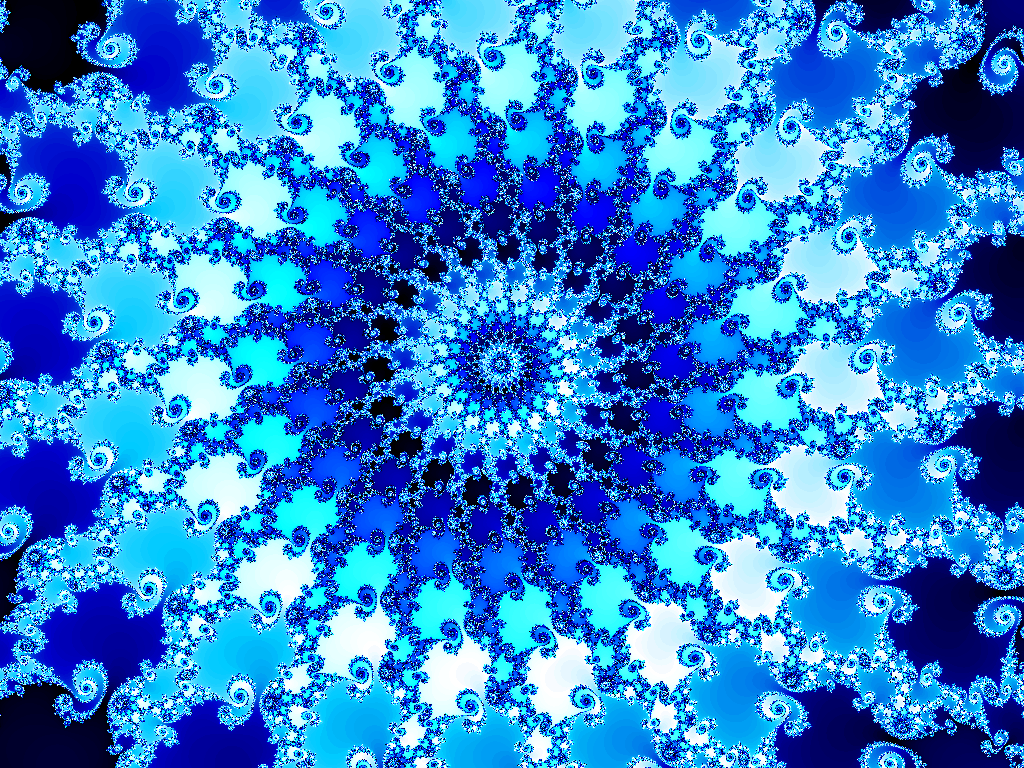
Ausschnitt aus der Mandelbrot-Menge

Skaleninvariante Ähnlichkeit in gebrochenen, „fraktalen“ Dimensionen ist Gegenstand der fraktalen Geometrie.
Die Ähnlichkeit ist dabei das Ergebnis der Rekursion nichtlinearer Algorithmen. Ein bekanntes Beispiel ist die Mandelbrot-Menge, deren Grenzlinie an jeder Stelle Ähnlichkeit mit den angrenzenden Abschnitten in allen Größenordnungen aufweist.